# Sendhil Ramamurthy
Sendhil Ramamurthy (születési nevén: Sendhil Amithab Ramamurthy) (Chicago, Illinois, 1974. május 17. –) indiai származású amerikai színész.

## Élete
Családja Tamil Naduból, Indiából származik, de Sendhil már Amerikában született. 1996-ban szerzett diplomát az amerikai Tufts Egyetemen, ezen kívül Angliában tanult drámát, ahol tagja volt a Royal Shakespeare Company-nek, majd visszaköltözött az USA-ba.
1999-ben elvette Olga Sosnovska színésznőt, akitől két gyereke született; lánya Halina, fia Alex.
Pályafutása 2000-ben kezdődött, amikor szerepelt a Kevin Connor által rendezett Kezdetek kezdetén (In the Beginning) című filmben. Azóta több sorozatban is feltűnt epizódszereplőként. Láthattuk a Gyilkos számokban és a Grace klinikában. Az áttörést a Hősök főszerepe hozta meg számára, ahol Mohinder Suresht, a genetikust alakítja.

## Szerepei
| Év        | Eredeti cím                                       | Magyar cím                  | Szerep                     | Megjegyzés                     |
| --------- | ------------------------------------------------- | --------------------------- | -------------------------- | ------------------------------ |
| 2014-2020 | The Flash                                         | Flash - A Villám (sorozat)  | Dr. Ramsey Rosso/Bloodwork | főszereplő (6. évadtól)        |
| 2006-2010 | Heroes                                            | Hősök (sorozat)             | Mohinder Suresh            | főszereplő                     |
| 2006      | Blind Dating                                      | -                           | Arvind                     |                                |
| 2006      | Thanks to Gravity                                 | -                           | Saajan                     |                                |
| 2006      | The Evidence (sorozat)                            | -                           | Dr. Dhruv Sharan           | 1x01 – Pilot                   |
| 2005      | Numb3rs                                           | Gyilkos számok(sorozat)     | DOE Specialist             | 1x10 – Piszkos bomba           |
| 2005      | Grey's Anatomy                                    | A Grace klinika (sorozat)   | Gyakornok #2               | 1x01 – Egy nehéz nap éjszakája |
| 2004      | My Sexiest Mistake                                | -                           | Ronald                     |                                |
| 2002      | The Guiding Light (sorozat)                       | -                           | Lloyd                      |                                |
| 2002      | Ultimate Force                                    | Terrorkommandó (sorozat)    | Alex Leonard               | főszereplő (6 epizód)          |
| 2001      | Casualty                                          | Baleseti sebészet (sorozat) | Ron Montague               | 16x11 – The Morning After      |
| 2001      | Death, Deceit & Destiny Aboard the Orient Express | Terror az Orient Expresszen | Nikki                      |                                |
| 2001      | Little India                                      | -                           | Naveen                     |                                |
| 2000      | In the Beginning                                  | Kezdetek kezdetén           | Adam                       |                                |